# EMedicine
Az eMedicine egy online orvosi klinikai tudásbázis, melyet 1996-ban alapítottak Scott Plantz és Richard Lavely orvosok. 2006 januárjában megvette a WebMD.

## Tartalom
A webes adatbázisban különféle betegségekről találunk áttekintést szakorvosok tollából. A 62 témakör szinte a teljes klinikai orvostudományt lefedi. Minden témakört specializált szakorvoscsoport ír valamint gyógyszerészek is részt vesznek benne. Világszerte kb. 10000 orvos járult hozzá munkájával az adatbázis fejlesztéséhez. Az adatokat folyamatosan frissítik, ahogy halad az orvosi kutatás.